# ميغيل غيريرو
ميغيل غيريرو (بالإسبانية: Miguel Ángel Guerrero Paz)‏ (7 سبتمبر 1967 بكالي في كولومبيا - ) هو لاعب كرة قدم كولومبي في مركز الهجوم، شارك في كأس العالم 1990. وشارك مع منتخب كولومبيا تحت 20 سنة لكرة القدم ومنتخب كولومبيا لكرة القدم. أما مع النوادي، فقد لعب مع أتلتيكو جونيور وأمريكا دي كالي ونادي باري ونادي مالقا وسي دي مالقا وأتليتيكو بوكارامانغا ونادي مريدا ونادي ماردة ‏.

## وصلات خارجية
- ميغيل غيريرو على موقع الاتحاد الدولي (مؤرشف)  (الإنجليزية)
- ميغيل غيريرو على موقع قاعدة بيانات كرة القدم.إي يو (الإنجليزية)
- ميغيل غيريرو على موقع ناشيونال فوتبول تيمز (الإنجليزية)